# Maximilianstraße (Regensburg)
Die heutige Maximilianstraße in Regensburg, häufig verkürzt genannt Maxstraße, entstand in den Jahren nach 1810 im zentralen, ehemals eng bebauten südöstlichen Bereich der Altstadt von Regensburg, nachdem dort im Verlauf der Schlacht bei Regensburg alle Wohnhäuser zerstört worden waren. Heute  handelt es sich bei der Straße um eine knapp 1 km lange, für die ehemalige Altstadt untypisch breite, stark genutzte, von Nord nach Süd verlaufende Geschäfts- und Wohnverkehrs-Straße, deren Bebauung im 19. Jahrhundert und später  entstand. Die Straße verbindet seit ihrer Erbauung den Domplatz und den benachbarten Alten Kornmarkt mit den südlichen Arealen von Bahnhof und  Busbahnhof. Vom Bahnhof aus bietet die Maximilianstraße einen Weg zum nördlichen Altstadtbereich mit Donau und Steinerne Brücke und damit auch nach Stadtamhof.

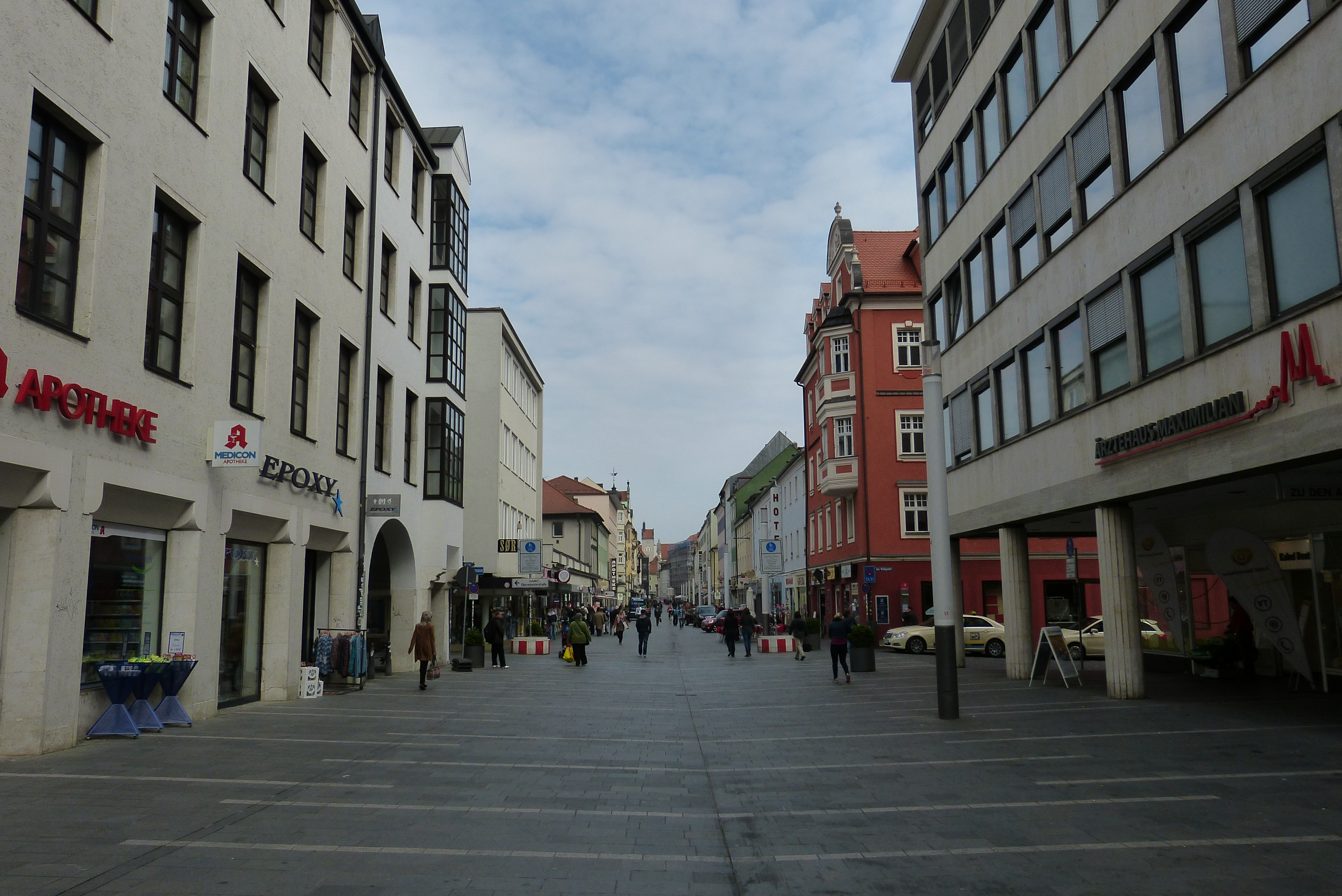
Maximilianstraße (2014), Blick von Süd nach Nord.
Weit im Hintergrund: Turm des Klosters Niedermünster
vorn rechts: Nachkriegs-Bau
dahinter Haus Nr. 25

## Lage, Aufteilung und Beschreibung der Straße
Die Maximilianstraße entstand erst nach 1810 im damals großflächig zerstörten südöstlichen Stadtgebiet von Regensburg. Nach dem Abbruch der am südlichen Ende der Straße verlaufenden Stadtmauer nach 1860 wurde die Straße bis zum damals neu entstandenen Bahnhof verlängert. Im 20. Jahrhundert wurde die Straße in zwei Abschnitte aufgeteilt. Der längere, ca. 800 m lange nördliche Abschnitt wurde nach einer Umgestaltung am Beginn des 21. Jahrhunderts als verkehrsberuhigter Bereich ausgewiesen und wird heute vom Elektro Altstadtbus befahren. Dieser Abschnitt der Maximilianstraße ist beidseitig bebaut bzw. in Neubebauung befindlich. Hier finden sich Wohn- und Geschäftshäuser sowie Hotels und Restaurationsbetriebe.
Der ca. 200 m lange südliche Straßenabschnitt, der bis 1903 den Namen Bahnhofstraße führte, hat keine seitliche Bebauung und führt zum Hauptbahnhof der Deutschen Bundesbahn. Dieser Straßenabschnitt ist sehr verkehrsreich, weil er mit allen weiterführenden Straßen verbunden ist und im südlichen Abschnitt auch den bisherigen Busbahnhof auf dem Ernst Reuter-Platz erschließt, der in die baumbestandene Fürst-Anselm-Allee eingebunden ist.

## Baugeschichte und Bebauung der Straße

### Entstehung der Straße und der Bebauung im 19. und 20. Jahrhundert

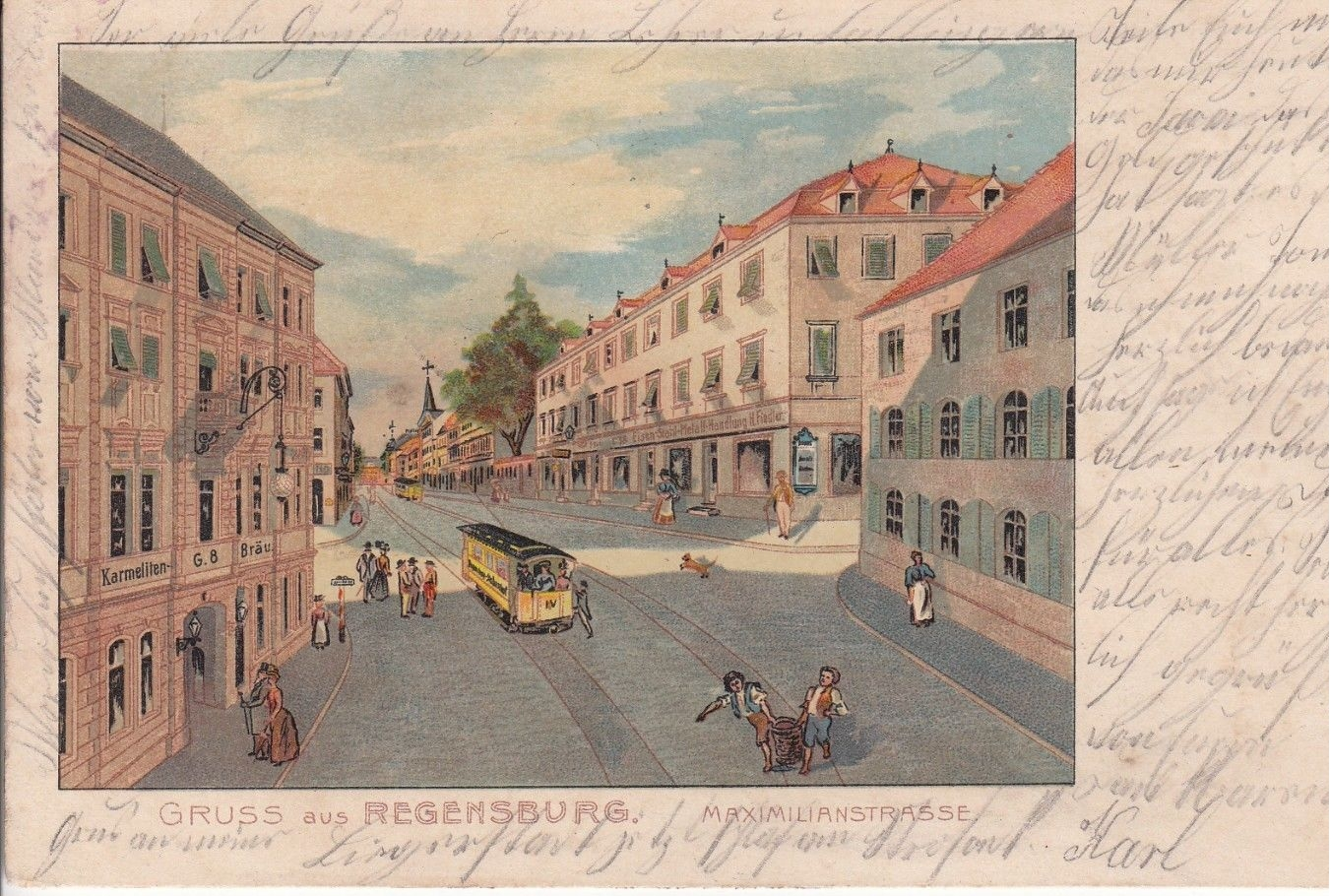
Maximilianstraße mit Straßenbahn um 1900
Blick von Nord nach Süd (? unsicher wegen Kirchturm im Hintergrund)

Die Maximilianstraße wurde nach 1810 im südöstlichen Stadtbereich von Regensburg angelegt. Dort waren 1809 zwischen dem heutigen Dachauplatz im Osten und dem Peterstor im Westen während der napoleonischen Kämpfe in der Schlacht bei Regensburg  alle Häuser und mehrere kirchliche Gebäude durch den Beschuss französischer Batterien völlig zerstört worden.
Während nach dem Anschluss von Regensburg an das Königreich Bayern die neue bayerische Verwaltung der Stadt beim Wiederaufbau der Häuser in der Fröhlichen-Türken-Straße dem Bürgerwillen folgte und die historischen Baulinien berücksichtigte, beabsichtigte man im Fall des östlich benachbarten Areals der alten Pauluserwacht eine völlige Neuordnung des alten Stadtgefüges. Dort im südlichen Bereich des ehemaligen römischen Legionslagers Castra Regina, wo sich im Laufe des Mittelalters ein Gewirr von engen und krummen Gassen gebildet hatte, entstand eine Straße als breiter, schnurgerader Straßenzug ohne Rücksicht auf den alten Baubestand. Das sollte einen dezidiert urbanistischen Neubeginn unter bayerischem Vorzeichen zum Ausdruck bringen, was in der Benennung der Straße zu Ehren von König Maximilian zum Ausdruck kam. Hingegen hatte Fürstbischof Dalberg als ehemaliger Landesherr von Regensburg als Namen zunächst „Napoleonsquartier“ vorgeschlagen.
Im Norden begann die Straße als Verlängerung der bestehenden Speichergasse am Alten Kornmarkt zwischen Karmelitenkloster im Osten und Alten Kapelle im Westen. Als südlichen Ziel- und Blickpunkt hatte die Straße das 1808 errichtete Kepler-Monument, das aber 1859 westlich versetzt werden musste, als die Maximilianstraße zum neuen Bahnhof hin verlängert wurde. Weil das Monument vor der damals noch vorhandenen Stadtmauer in der Fürst-Anselm-Allee platziert war, wurde die Stadtmauer hier durchbrochen. Für die Bevölkerung war das Passieren der Stadtmauer ohne Tordurchgang aber so ungewohnt, dass man sich entschloss, hier ein neues Stadttor zu errichten. So entstand 1820 unter maßgeblicher Beteiligung des Baumeisters Karl von Fischer aus München die spätklassizistische Toranlage des Maxtors, dessen letzte Reste erst 1955 verloren gingen.
Für den Bau und den Namen Maximilianstraße setzte sich am 17. Mai 1811 besonders der Hofkommissär Freiherr von Weichs ein, der sich zur Übernahme der Stadt durch Bayern in Regensburg aufhielt und der sich auch mit dem Wiederaufbau des neuen Stadtteils befassen sollte. Er beschrieb die neue Straße prophetisch als „wegen ihrer Offenheit und Schönheit als zweckmäßig und geeignet zur Ansiedlung von Gewerbe.“ Außerdem sei die Straße als einzige in Regensburg „nicht finstere und winkelhafte“ Straße auch als Wohnquartier geeignet. Zur Anbindung benachbarten Wohnquartiere erhielt die breite Maximilianstraße noch eine Querstraße, die heutige Königsstraße, die sie in zwei gleich lange Abschnitte teilt.
Es vergingen jedoch Jahrzehnte, bevor sich der vorhergesagte wirtschaftliche Erfolg einstellte. Wie alte Ansichtskarten zeigen, war die Erstbebauung der neuen Straße eher bescheiden, denn keines der Häuser hatte mehr als drei Stockwerke. Weil man bei der Straßenplanung bestehende Grundbesitzverhältnisse nicht berücksichtigt hatte, fehlte es an Investoren, und es blieb für lange Zeit bei vielen Baulücken, von denen bis heute einige nur mit provisorischer Bebauung belegt sind. Erst gegen Ende des 19. Jahrhunderts wurde die bescheidene Bebauung mit einigen Bauten der Gründerzeitarchitektur im nördlichen Bereich und einem Hotelbau am Südende aufgewertet. Nach dem 2. Weltkrieg begann eine Bebauung im südlichen Nordabschnitt der Straße im Stil der damaligen Nachkriegsarchitektur ohne Berücksichtigung von historischen Gegebenheiten und zunächst auch ohne Berücksichtigung aufgefundener Bodendenkmäler der ehemaligen Römermauer.

### Einzelbauten der Maximilianstraße
Die Liste der Baudenkmäler in Regensburg-Zentrum enthält für die Maximilianstraße sieben Einträge für Gebäude, die in der Zeit von 1888 bis 1924 errichtet wurden. Gemäß der Liste waren drei der Gebäude Neubauten. Für vier Gebäude sind in der Liste Reste von Vorgängerbauten, erwähnt, z. B. romanische Kellergewölbe. Bis auf eines wurden alle Gebäude auf der Westseite der Straße auf großen Doppelgrundstücken errichtet, die mit westlich unmittelbar benachbarten, teilweise bebauten Grundstücke an den Straßenzügen Schäffnerstraße und Brixener Hof verbunden.

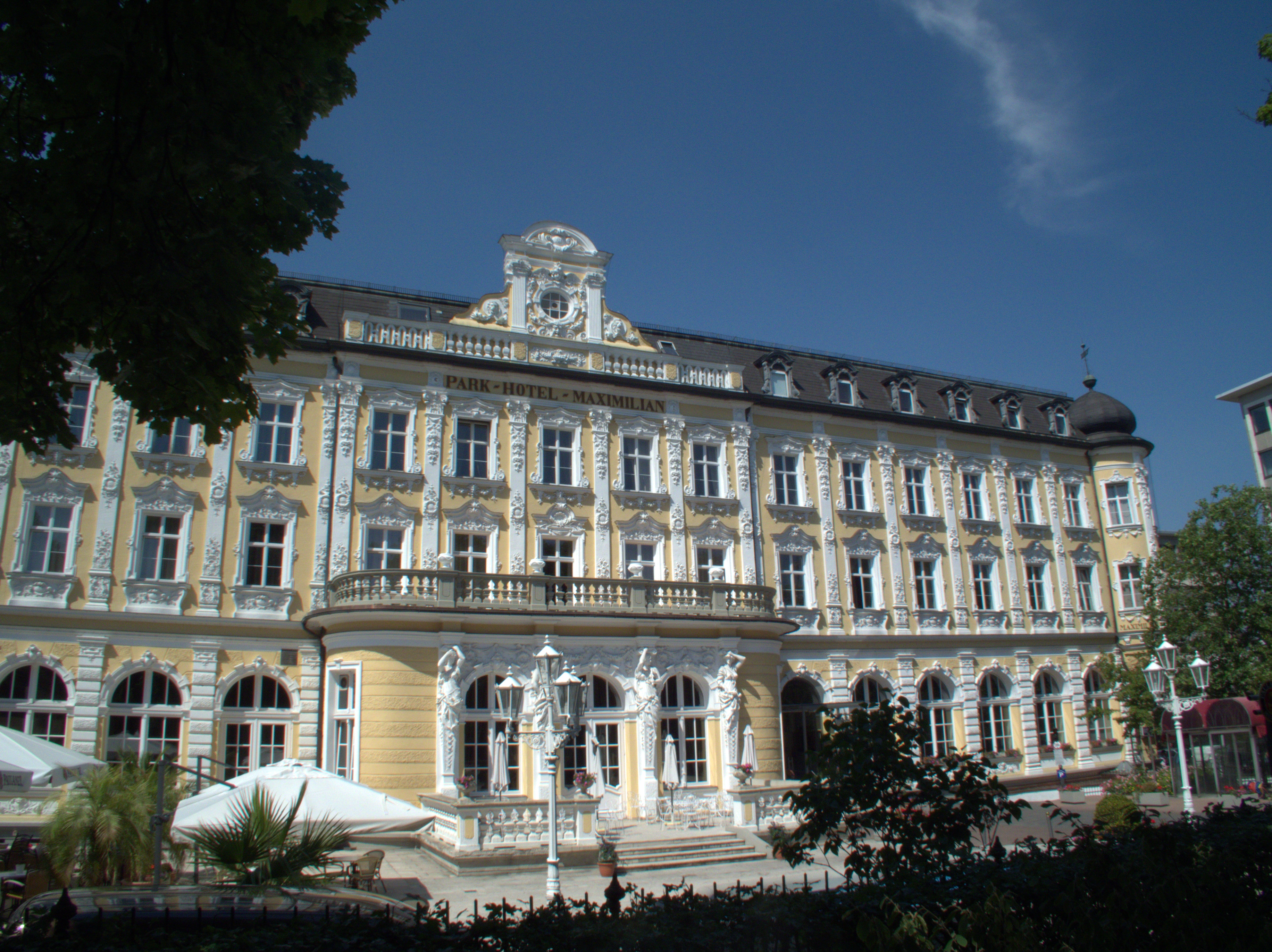
Parkhotel Maximilian (2013) Maximilianstr. Nr. 28

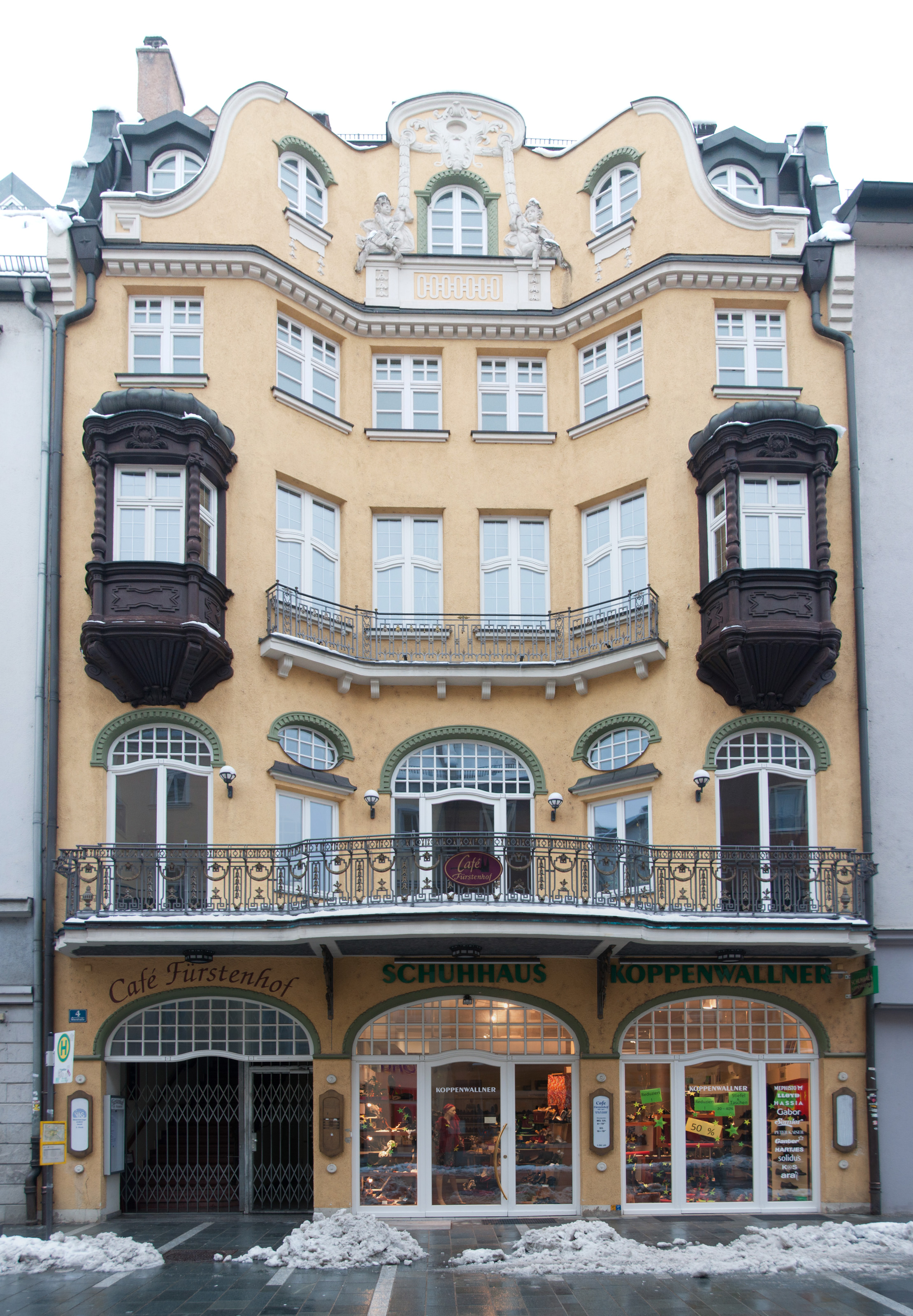
Cafe Fürstenhof (2013) Maximilianstr. Nr. 4

- Maximilianstraße 28: Das Parkhotel Maximilian  war eines der ersten  Gebäude, das ab 1888 auf dem für ein Hotel optimal geeigneten Grundstück am südlichen Ende der Maximilianstraße in Nähe von Bahnhof und Parkanlagen entstand. Dort war 80 Jahre zuvor das Maxtor erbaut worden, dessen westliche Säulenhalle nun dem Neubau weichen musste. Das große, weit nach Westen reichende Grundstück zwischen Fuchsengang und St. Petersweg  umfasste den ehemaligen Zwingerbereich der abgebrochenen Stadtmauer, so dass man deren Mauerreste, die auch die Mauerreste der Römermauer enthielten als Fundamente nutzen konnte. Bauherr war der wohlhabende Brauer Franz Josef Bergmüller (1833–1890), Besitzer der Brauerei des Karmelitenklosters, der noch vor Fertigstellung des Hotels im Januar 1890 starb. Architekt war Julius Poeverlein, der das Hotel mit einer prunkvollen Neurokokofassade, Eckerkern und mit 18 Fensterachsen errichtete. Im März 1891 wurde das inzwischen für 16.000 Goldmark jährlich verpachtete Hotel eröffnet. 1970 wurde das stark renovierungsbedürftige Hotel von der Stadt Regensburg auf Abriss aufgekauft, um auf dem großen Gelände bis hin zum Petersweg ein geplantes Neubauprojekt City-Center zu verwirklichen. Der Abbruch wurde durch das Einschreiten des Bayerischen Landesamtes für Denkmalpflege verhindert, unterstützt vom Widerstand der Bevölkerung. Das Hotel wurde privat aufgekauft, aufwändig renoviert und 1980 wieder in Betrieb genommen.[4][5]
- Maximilianstraße 4: Das Das Café Fürstenhof wurde 1910/11 von den Architekten und Bauunternehmern Joseph Koch und Franz Spiegel errichtet, die auch als Bauherren fungierten und das nur an der Schäffnerstraße bereits bebaute Grundstück gekauft hatten. Koch hatte von vornherein die Errichtung eines Tanzcafés beabsichtigt, den Namen Fürstenhof gewählt und eine Konzession zum Betrieb beantragt. Beim Bau konnte er seine künstlerischen Ambitionen verwirklichen und es entstand eines der schönsten Jugendstilhäuser in Regensburg mit einer schmalen, aber repräsentativen viergeschossigen Fassade, die ab dem 1. OG. im Mittelteil zurückgezogen ist. Jedes Geschoss bietet eine besondere Gestaltung, wobei das Erdgeschoss mit drei Korbbogenöffnungen herkömmlich als Bierrestaurant gedacht war. Das 1. OG hat einen durchlaufenden Balkon, das 2. OG einen von zwei barockisierenden Erkern flankierten Balkon, das 3. OG wird durch Rechteckfenstern ohne Balkon gegliedert und das Geschoss im Mansardendach ist als geschweifter Giebel mit Stuckelementen gegliedert.[3]

- Maximilianstraße 6: Ein Wohn und Geschäftshaus entstanden ab 1888 und 1924 umgebaut. Es handelte sich um ein viergeschossiges und traufständiges Mansardendachhaus mit Obergeschoss und Fassadengliederung mit strenger Lisenenreihung,

Bebauung Maximilianstraße (2013)
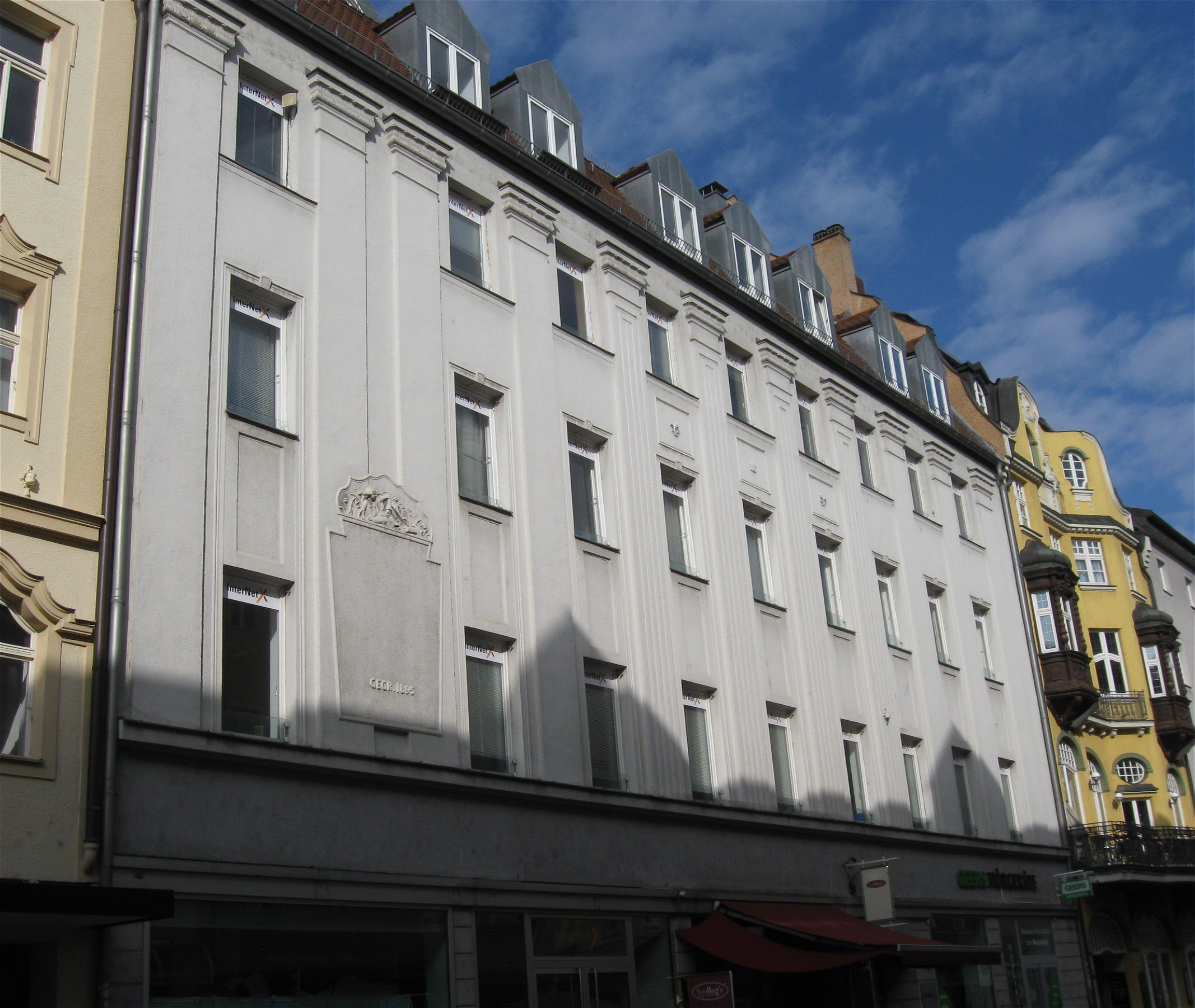
Maximilianstraße Nr. 6 (2013)
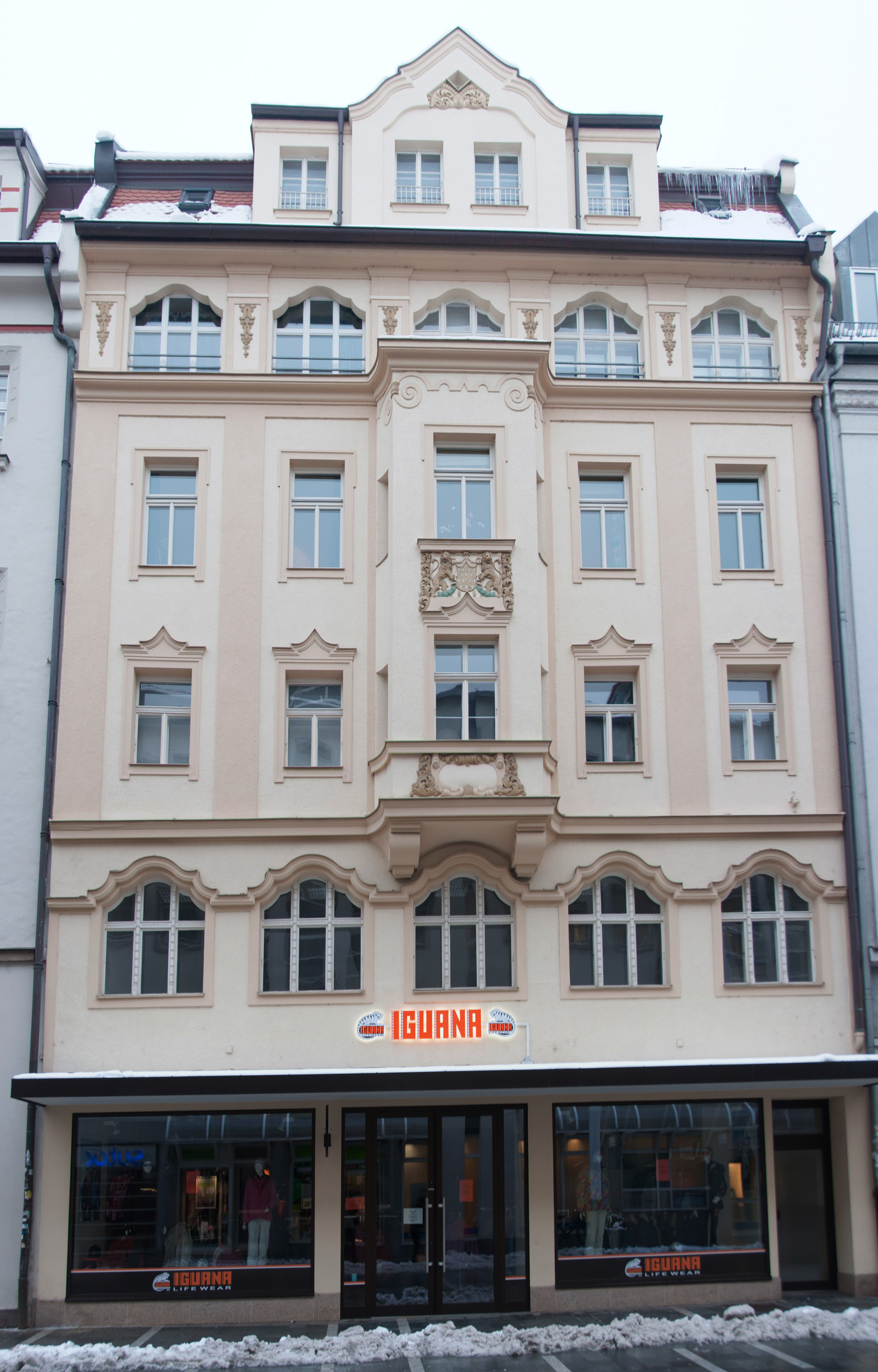
Maximilianstraße Nr. 8 (2013)
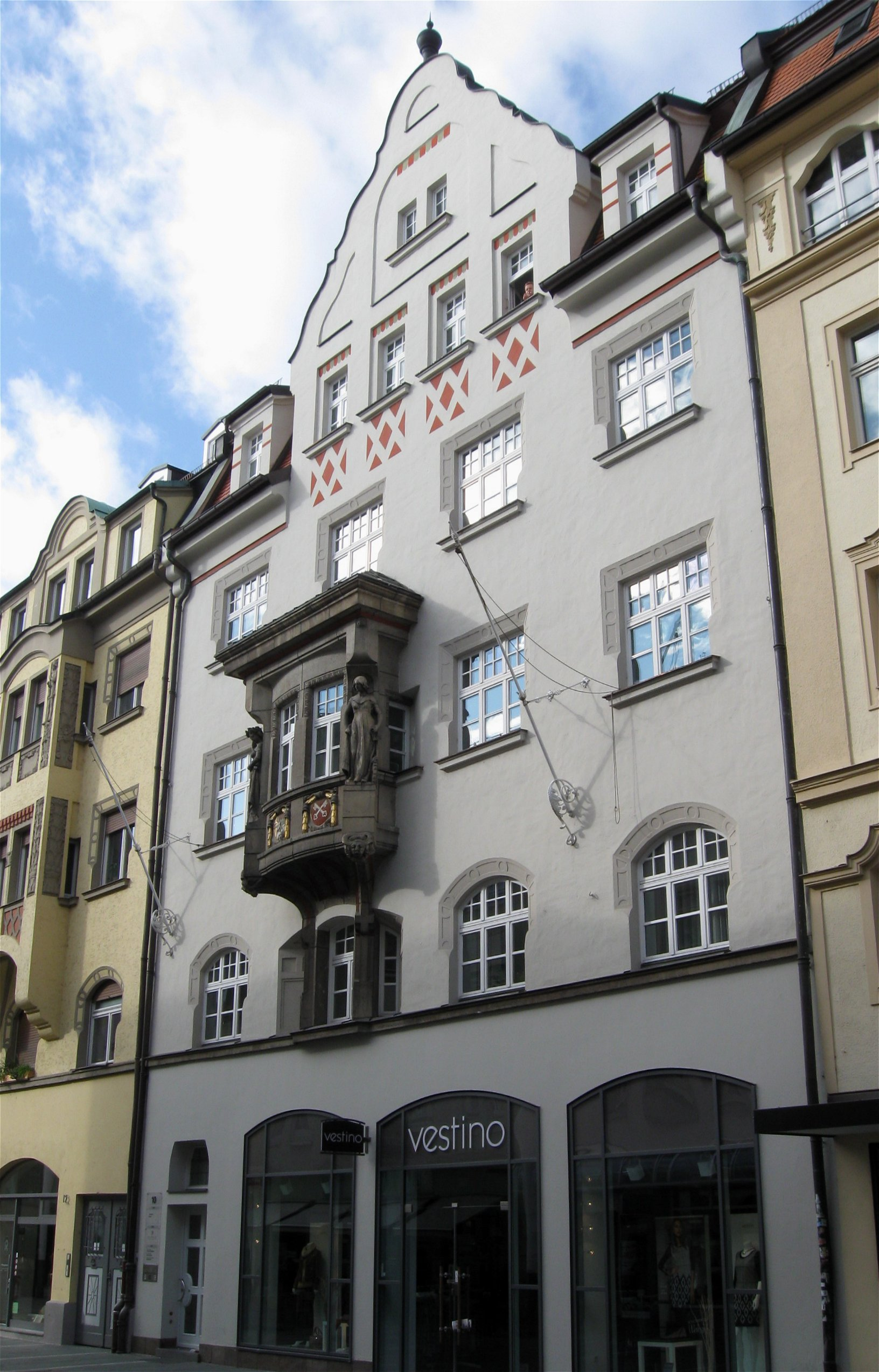
Maximilianstraße Nr. 10 (2013)
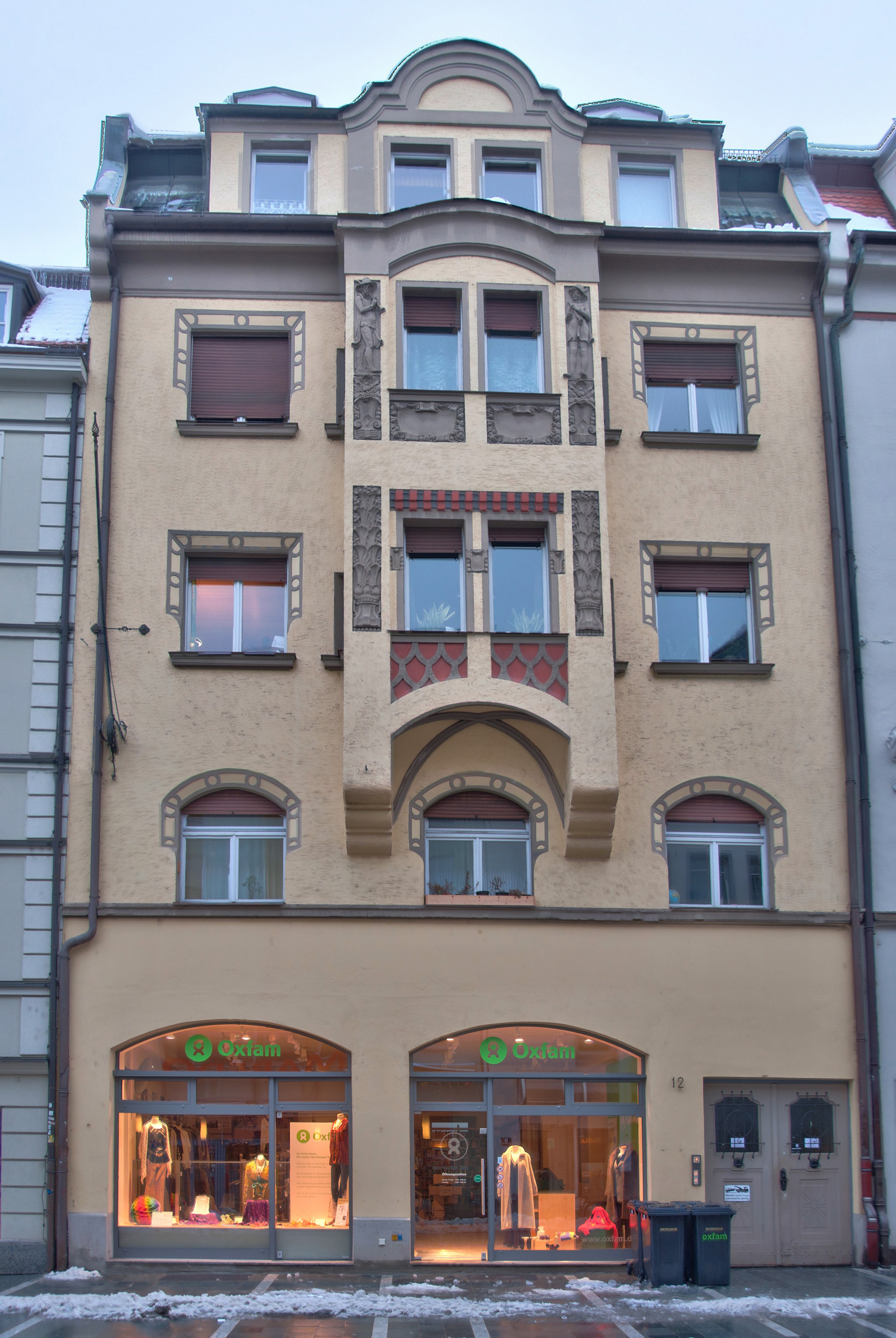
Maximilianstraße Nr. 12 (2013)
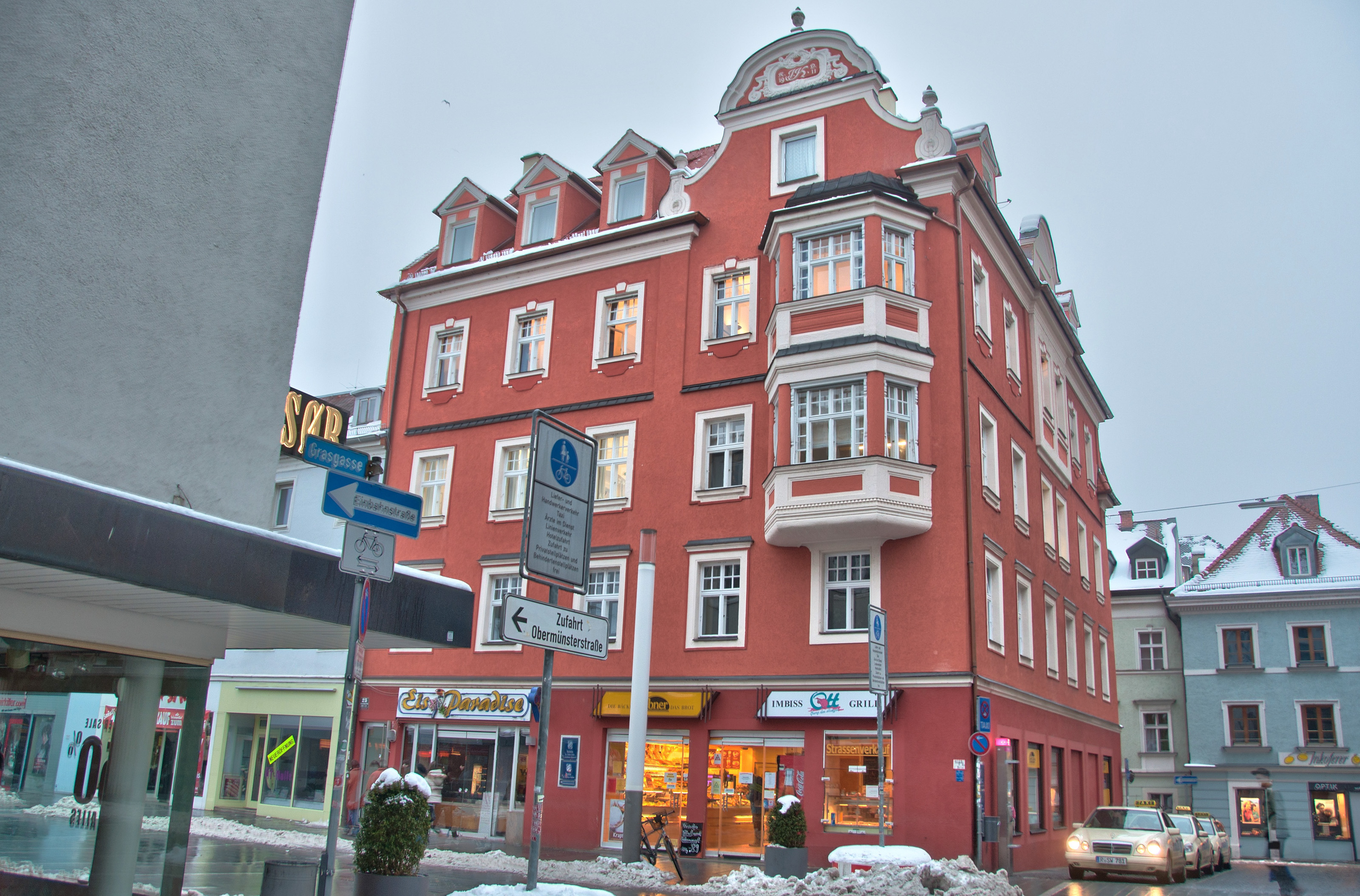
Maximilianstraße Nr. 25 (2013)

- Maximilianstraße 8: Ein Wohn und Geschäftshaus erbaut 1910 vom Architekten Karl Frank, der 1905 von München nach Regensburg gekommen war, das bis zur Schäffnerstraße reichende Grundstück gekauft und ein Bauunternehmen gegründet hatte. Der viergeschossige und traufständige Mansarddachbau wurde 1924 aufgestockt und präsentiert eine historisierende Fassadengliederung mit Mittelerker und Lisenengliederung.

- Maximilianstraße 10: Ein viergeschossiger und traufständiger Mansarddachbau mit Zwerchgiebel und reich skulptiertem Erker, 1910 erbaut von Karl Frank.

- Maximilianstraße 12: Viergeschossiger und traufständiger Mansarddachbau mit Jugendstilelementen und Erker, erbaut 1910/11 von Karl Frank.

- Maximilianstraße 25: Viergeschossiger Walmdachbau mit reicher Jugendstilfassade, nach Süden mit Fußwalm, erbaut 1910/11 durch Albert Reiß. Das Gebäude entstand aus dem Umbau eines älteren Gebäudes. Der Keller stammt aus dem 17./18. Jahrhundert.

## Gestaltung und Nutzung der Straße  im 21. Jahrhundert

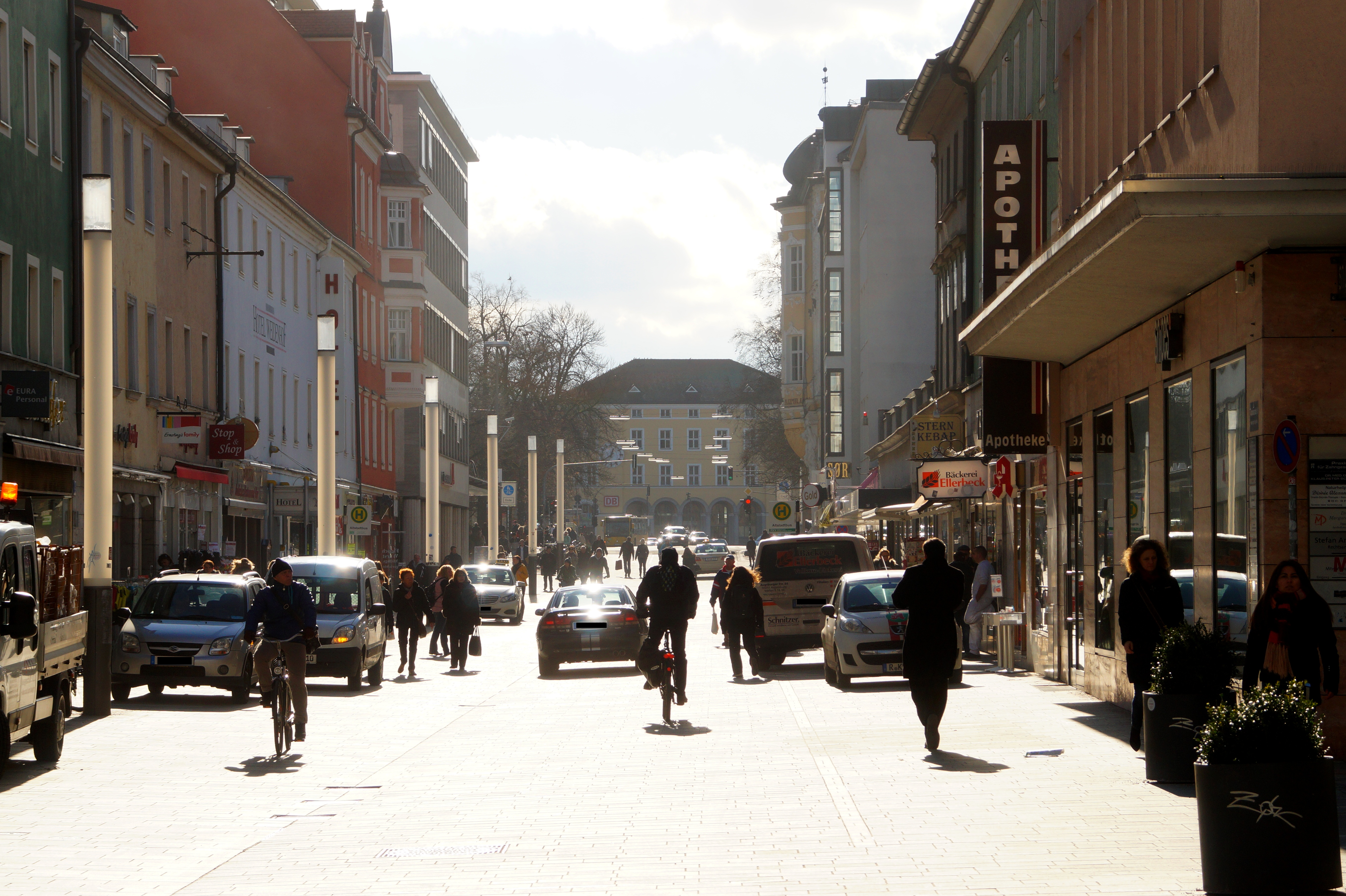
Maximilianstraße (2016) Blick vom Nordabschnitt über Südabschnitt auf den Bahnhof

In der Amtszeit von Oberbürgermeister Hans Schaidinger wurde 2002/3 der Nordabschnitt der Maximilianstraße zu einer verkehrsberuhigten Zone umgestaltet. In dieser sog. Wohnverkehrsstraße gibt es seitdem einen einheitlichen Straßenraum ohne getrennte Fuß- und Fahrwege, wo Fahrzeuge nur mit Schrittgeschwindigkeit fahren dürfen und spezielle Parkregelungen befolgen müssen. Ende 2019 soll diese Maßnahme zur Verkehrsberuhigung noch dadurch verstärkt werden, dass die Maximilianstraße als Wohnverkehrsstraße durch eine 100 m breite Fußgängerzone zwischen Grasgasse und Königsstraße unterbrochen wird.
Den Maßnahmen zur Umgestaltung der Maximilianstraße vorausgegangen war 1987/8 ein städtebaulicher Wettbewerb zur Gestaltung der Maximilianstraße als dem bedeutendsten Eingang zur Altstadt. In einem anschließenden moderierten Beteiligungsverfahren wurden auch Bürger und Bürgerinnen von Regensburg und die wichtigsten Interessengruppen einbezogen und die Planungen weiter entwickelt. Ausgangsbasis der Planung blieb die besondere Entstehungsgeschichte der Straße. Diese Geschichte sollte als Ursache für den für die Regensburger Altstadt  untypischen geradlinigen Verlauf der Prachtstraße sichtbar erhalten bleiben. Im bewussten Kontrast zur kleinteiligen Altstadtpflasterung wurde ein großformatiger grün-grauer Plattenbelag gewählt. Zur Verstärkung der Wirkung wurde ein Grabenprofil mit Mittelrille gewählt und der Straßenquerschnitt durch eine helle Bänderung in Zonen eingeteilt. Mit einem künstlerisch entwickelten Licht-Kunst-Konzept sollte durch im Boden versenkte Lichtpunkte eine Leitlinie vom Bahnhof in die Altstadt entstehen, unterstützt von 6 m hohen Leuchtstelen im Abstand von 75 Metern. Am Eingang zur Altstadt war ein Brunnen geplant dessen Gestaltung damals offen blieb.
Die Umgestaltung war mit umfangreichen Tiefbauarbeiten verbunden (Kanalisation, Elektroversorgung usw.). Seit Abschluss der Bauarbeiten kommt es in Zeitungsberichten und Leserbriefen immer wieder zu Klagen und vielfältiger Kritik an der Beschaffenheit und Gestaltung des Straßenraums mit dem einheitlichen Belag von gleichfarbigen Granitplatten und mit der Art der Beleuchtungskörper. Beklagt werden die unvollständige Bebauung der Straße und häufige Leerstände. Pauschal wird vom Niedergang der Maxstraße nach der Neugestaltung gesprochen, von einer Abwärtsspirale und von einem Schandfleck mit Leerständen und Billigläden. Die Klagen führen zu Gegenreden des Bauamtes aber auch zu neuen Vorschlägen für Gestaltung und Nutzung:
- Die Straße ist zu breit, was im Kontrast steht zu den schmalen Straßen der Altstadt. Dagegen sprechen die historischen Umstände der Entstehung des Straßenzuges. Außerdem war die Breite der heutigen Straße das Ergebnis eines Wettbewerbs, weil der Bus die Fußgänger nicht behindern sollte.
- Die Straße erscheint als zu breit was durch einen anderen Plattenbelag – Kopfsteinpflaster – erreicht werden könnte, der die Straße optisch schmaler erscheinen ließe. Gegen eine neue Pflasterung sprechen Kostenargumente.
- Die Straße lädt zum dauerhaften Parken des Zulieferverkehrs ein. Das stört das Flair einer Einkaufsstraße. Absenkbare Einfahrpoller können helfen.
- Die Straße braucht Bäume und Bänke gegen den Eindruck der Eintönigkeit. Die unter dem Plattenbelag verlegten Leitungen machen Anpflanzungen unmöglich.
- Die Fassaden sind verkommen, besonders bei Leerstand, Es muss Farbe in die Fassaden. Fassaden sind Angelegenheit der Hauseigentümer.
- Die Hälfte der Geschäfte steht leer. Bessere Nutzungskonzepte sind erforderlich.
- Die neue Straßenbeleuchtung wird abgelehnt und die historische Straßenbeleuchtung wird vermisst.
- Als Attraktion für die Maximilianstraße und die ganze Altstadt wird die Revitalisierung der historischen Straßenbahn vorgeschlagen.[7] Sie soll zwischen Hauptbahnhof und Dom hin und her pendeln, wobei der Antrieb oberleitungsfrei erfolgt in Form eines angehängten Wasserstoffzellengenerators mit Akkus (vgl. Bahnhof Mosskamp Dortmund[8]), die Rille der Rillenschiene soll mit einem Veloschutz zum Schutz von Radfahrern und Fußgängern verschlossen werden.[9]